# 锐步
锐步（Reebok）是一家美国的英资的體育用品公司，主要是运动鞋、运动服、球類或球具等的生产商。品牌名来源于南非荷兰语，意为短角羚。

## 历史
1895年在英國博爾頓創立，原名為水星公司，1960年易名為锐步。2005年8月，德國大型運動商阿迪达斯以38億美元收购。
2021年5月，路透社引述消息人士指，因旗下運動品牌Reebok近年業績表現不理想，Adidas計劃出售Reebok。
2021年8月，阿迪达斯以25 億美金將Reebok 出售給Authentic Brands Group
2022年初，台南生活(開曼)股份有限公司的子公司銳步運動股份有限公司，取得美國Reebok在台灣長期的獨家總代理權。

## 标誌演变
- 1977–1986
- 1986–2000
- 2000–2005
- 2005–2008
- 2008–2014
- 2014–2019
- 2019–現在

## 市場主要競爭對手
銳跑的市場對手有：
- Adidas
- Asics
- Converse
- Fila
- Mizuno
- New Balance
- NIKE
- Puma
- Under Armour
- Vans

## 外部連結
- Reebok官網 （页面存档备份，存于）
- Reebok 英國官網 （页面存档备份，存于）
- Reebok 美國官網 （页面存档备份，存于）
- Reebok 台灣官方購物網站 （页面存档备份，存于）
- Reebok - Yahoo奇摩購物中心 （页面存档备份，存于）
- Reebok - momo購物網 （页面存档备份，存于）